# Bośnia i Hercegowina na Letnich Igrzyskach Paraolimpijskich 2016
Bośnię i Hercegowinę na Letnich Igrzyskach Paraolimpijskich 2016 w Rio de Janeiro reprezentowało 14 sportowców, w tym 1 kobieta. Był to szósty występ reprezentacji tego kraju na letnich igrzyskach paraolimpijskich (po startach w latach 1996, 2000, 2004, 2008 i 2012). 
Bośnia i Hercegowina zdobyła w Rio de Janeiro srebrny medal w siatkówce na siedząco, co dało Bośniakom 69. miejsce w tabeli medalowej.

## Zdobyte medale
| Medal  | Zawodnik | Dyscyplina            | Konkurencja      |
| ------ | --- | --------------------- | ---------------- |
| Srebro | Safet Alibašić Nizam Čančar Sabahudin Delalić Mirzet Duran Ismet Godinjak Dževad Hamzić Ermin Jusufović Benis Kadrić Adnan Kešmer Adnan Manko Asim Medić Armin Šehić | Siatkówka na siedząco | turniej mężczyzn |

## Wyniki

### Lekkoatletyka
Kobiety
| Zawodnik      | Konkurencja        | Finał    | Finał   | Źródło |
| Zawodnik      | Konkurencja        | Rezultat | Miejsce | Źródło |
| ------------- | ------------------ | -------- | ------- | ------ |
| Dženita Klico | pchnięcie kulą F54 | 5,47 m   | 7       | [ 3 ]  |

Mężczyźni
| Zawodnik       | Konkurencja        | Finał    | Finał   | Źródło |
| Zawodnik       | Konkurencja        | Rezultat | Miejsce | Źródło |
| -------------- | ------------------ | -------- | ------- | ------ |
| Dževad Pandžić | pchnięcie kulą F55 | 10,09 m  | 9       | [ 4 ]  |

### Siatkówka na siedząco
- Reprezentacja mężczyzn

| - Safet Alibašić - Nizam Čančar - Sabahudin Delalić - Mirzet Duran - Ismet Godinjak - Dževad Hamzić |  | - Ermin Jusufović - Benis Kadrić - Adnan Kešmer - Adnan Manko - Asim Medić - Armin Šehić |

| Drużyna              | Konkurencja | Faza grupowa     | Faza grupowa     | Faza grupowa     | Faza grupowa | Półfinały        | Finał            | Pozycja | Źródło |
| Drużyna              | Konkurencja | Przeciwnik Wynik | Przeciwnik Wynik | Przeciwnik Wynik | Pozycja      | Przeciwnik Wynik | Przeciwnik Wynik | Pozycja | Źródło |
| -------------------- | ----------- | ---------------- | ---------------- | ---------------- | ------------ | ---------------- | ---------------- | ------- | ------ |
| Bośnia i Hercegowina | mężczyźni   | Ukraina 3:0      | Iran 0:3         | Chiny 3:0        | 2            | Egipt 3:0        | Iran 1:3         |         | [ 5 ]  |